# اولیانوفسک ۷۹۲۴
سیارک ۷۹۲۴ (به انگلیسی: 7924 Simbirsk، نامگذاری:1986PW4) هفت هزار و نهصد و بیست و چهارمین سیارک کشف شده‌است که در ۶ اوت ۱۹۸۶ کشف شد.
قدر مطلق سیارک برابر ۱۲٫۷۰ است.